# Tatsuhiro Yonemitsu
Tatsuhiro Yonemitsu, född 5 augusti 1986 i Yamanashi, Japan, är en japansk brottare som tog OS-guld i lättviktsbrottning vid de olympiska brottningstävlingarna 2012 i London. 